# Crassignatha
Crassignatha is een geslacht van spinnen uit de familie Symphytognathidae.

## Soorten
- Crassignatha ertou Miller, Griswold & Yin, 2009
- Crassignatha gudu Miller, Griswold & Yin, 2009
- Crassignatha haeneli Wunderlich, 1995
- Crassignatha longtou Miller, Griswold & Yin, 2009
- Crassignatha pianma Miller, Griswold & Yin, 2009
- Crassignatha quanqu Miller, Griswold & Yin, 2009
- Crassignatha yamu Miller, Griswold & Yin, 2009
- Crassignatha yinzhi Miller, Griswold & Yin, 2009